# 中国火山列表
中国地域辽阔，境内的火山分布较广，但现代火山喷发较少，火山主要分布在东北、西南和东南沿海地区。

## 中国主要的火山
| 龙岗火山群 | 腾冲火山群 | 大同火山群 | 马鞍岭火山（海南） | 普鲁火山（新疆和田） | 天山火山群 | 昆仑火山群 |

### 五大连池火山群
| 尾山 | 莫拉布山 | 西龙门山 | 东龙门山 | 小孤山 | 东焦得布山 | 西焦得布山 | 卧虎山 | 笔架山 | 药泉山 | 老黑山 | 南格拉山 | 北格拉山 |

### 长白山火山群
| 長白山 | 西鹅毛顶子 | 东鹅毛顶子 | 西土顶子 | 东土顶子 | 西马鞍山 | 东马鞍山 | 赤峰 | 老房子小山 |

### 镜泊湖火山
| 火山口森林火山 | 大干泡火山 | 五道沟火山 | 迷魂阵火山 |

### 阿什库勒火山群
| 西山 | 阿什山 | 大黑山 | 乌鲁克山 | 迷宫山 | 月牙山 | 黑龙山 | 马蹄山 | 东山 | 牦牛山 | 椅子山 |